# Теорема Веддерберна — Артіна
Теорема Веддерберна — Артіна — твердження у абстрактній алгебрі, що класифікує усі напівпрості артинові кільця. Згідно теореми вони всі є ізоморфними добуткам матричних груп над деякими тілами.

## Означення
Кільце {\displaystyle R} (тут всі кільця вважаються кільцями з одиницею) називається простим якщо {\displaystyle R\neq 1} і {\displaystyle R} не містить ідеалів окрім {\displaystyle 0} і {\displaystyle R}. 
Кільце {\displaystyle R} називається лівим напівпростим кільцем якщо воно є напівпростим як лівий модуль над собою. Аналогічно можна дати означення правого напівпростого кільця.
Загалом просте кільце не є частковим випадком лівих напівпростих кілець; зокрема ліве напівпросте кільце є також правим напівпростим і (лівим і правим) артиновим кільцем. Натомість існують прості кільця, які не є артиновими. Проте додавши вимогу артиновості просте кільце буде і лівим і правим напівпростим.

## Твердження для простих кілець
Для кільця {\displaystyle R} наступні умови є еквівалентними: 
1. R — просте і ліве артинове кільце;
2. R — ліве напівпросте ненульове кільце і всі прості ліві R-модулі є ізоморфними;
3. {\displaystyle R\cong M_{n}(D)} де {\displaystyle M_{n}(D)} — кільце усіх матриць над деяким тілом {\displaystyle D} і {\displaystyle n\geqslant 1};
4. Для трьох попередній умов справедливими є їх правосторонні аналоги.

Крім того, число {\displaystyle n} є однозначно визначеним і {\displaystyle D} є єдиним з точністю до ізоморфізмів. 

### Доведення
(1) -> (2). Нехай {\displaystyle Rc} — мінімальний лівий ідеал {\displaystyle R}. Зважаючи на простоту {\displaystyle R} маємо {\displaystyle R=RcR=\sum Rca_{i}} де {\displaystyle a_{i}} є елементами {\displaystyle R}. Лівий ідеал {\displaystyle Rca_{i}} є образом {\displaystyle Rc} при гомоморфному відображенні {\displaystyle rc\to rca_{i}} тому, враховуючи  мінімальність ідеалу {\displaystyle Rc}, або {\displaystyle Rca_{i}=0} або {\displaystyle Rca_{i}} є ізоморфним {\displaystyle Rc.} Тому {\displaystyle R} є сумою лівих ідеалів ізоморфних {\displaystyle Rc} і тому з властивостей напівпростих модулів {\displaystyle R} є прямою сумою таких модулів, тобто є напівпростим. Крім того, будь-який простий лівий {\displaystyle R}-модуль є ізоморфний як модуль фактору {\displaystyle R} по лівому ідеалу, тож він є ізоморфним мінімальному лівому ідеалу.  
(2) -> (3). оскільки {\displaystyle R} є скінченнопородженим (елементом 1) лівим {\displaystyle R}-модулем, і напівпростим згідно припущення, воно є прямою сумою скінченної кількості мінімальних лівих ідеалів, які є ізоморфними між собою. Візьмемо мінімальний лівий ідеал {\displaystyle U} і припустимо що {\displaystyle R=U^{n}}. Згідно леми Шура, {\displaystyle D=\operatorname {End} _{R}(U)} є тілом; Тоді {\displaystyle \operatorname {End} _{R}(U^{n})\cong M_{n}(D)}. Також  {\displaystyle \operatorname {End} _{R}(R)\cong R} оскільки для довільного такого гомоморфізму {\displaystyle \phi (r)=\phi (r\cdot 1)=r\cdot \phi (1)}, тобто ендоморфізм є множенням на елемент {\displaystyle \phi (1)}. Разом {\displaystyle R=M_{n}(D)}, що і треба було довести.  
Тут {\displaystyle n} є однозначно визначеним як довжиною композиційного ряду підмодулів {\displaystyle R} як лівого {\displaystyle R}-модуля, а {\displaystyle D} є єдиним з точністю до ізоморфізму як кільце ендоморфізмів єдиного типу простих лівих {\displaystyle R}-модулів. 
(3) => (1). {\displaystyle D_{n}=M_{n}(D)} має скінченну розмірність як лівий {\displaystyle D}-векторний простір; кожний лівий ідеал є підпростором, тому умова спадних ланцюгів ідеалів виконується і {\displaystyle D_{n}} є лівим артіновим модулем. Щоб довести, що {\displaystyle D_{n}} є простим модулем, візьмемо будь-який {\displaystyle a=(a_{ij})\neq 0}, наприклад {\displaystyle a_{rs}\neq 0}. Тоді {\displaystyle e_{ir}ae_{sj}a_{rs}^{-l}=e_{ij}}, тож ідеал породжений {\displaystyle a} містить всі {\displaystyle e_{ij}} і тому є рівним {\displaystyle D_{n}}. Це показує, що {\displaystyle D_{n}} є простим кільцем.  
Оскільки умова (3) є симетричною щодо лівих 1 правих ідеалів , (1) і (2) також виконуються для правих ідеалів. 

## Твердження для напівпростих кілець
Усі ліві напівпрості кільця є скінченними добутками повних матричних кілець над тілами: {\displaystyle M_{n_{1}}(D_{1})\times M_{n_{2}}(D_{2})\times \ldots \times M_{n_{r}}(D_{r})},  де {\displaystyle n_{i}} і типи ізоморфізму {\displaystyle D_{i}} однозначно визначаються {\displaystyle R}. Навпаки, кожне кільце такого виду є напівпростим.  Зокрема, кожне ліве напівпросте кільце є правим напівпростим і (лівим і правим) артіновим.  
Крім того, два мінімальні ліві ідеали у {\displaystyle R} є ізоморфними якщо і тільки якщо вони належать одному множнику у цьому розкладі. 

### Доведення
Оскільки {\displaystyle R} є лівим напівпростим і є скінченнопородженим як лівий ідеал, то {\displaystyle R=H_{1}\oplus \ldots \oplus H_{r}} де {\displaystyle H_{i}\cong I_{i}^{n_{i}}} і {\displaystyle I_{i}} є мінімальними лівими ідеалами, що є неізоморфними для різних індексів. Згідно леми Шура, {\displaystyle \operatorname {End} _{R}I_{i}=D_{i}} є тілом, а {\displaystyle \operatorname {End} _{R}(I_{i},I_{j})=0,\;i\neq j}. Тоді також  {\displaystyle \operatorname {End} _{R}(H_{i})=M_{n_{i}}(D_{i})}. Оскільки всі {\displaystyle H_{i}} є сумами мінімальних лівих ідеалів з властивостей напівпростих модулів маємо {\displaystyle R\cong \operatorname {End} _{R}(R)\cong \prod M_{n_{i}}(D_{i})}. Тут {\displaystyle n}, і тип ізоморфізму {\displaystyle D}, визначаються типом компоненти {\displaystyle H_{i}}. 
Навпаки, для будь-якого тіла {\displaystyle D} і довільного {\displaystyle n\geqslant 1}, маємо {\displaystyle M_{n}(D)\cong I^{n}}, де {\displaystyle I} є мінімальним лівим {\displaystyle D}-модулем, представленим, наприклад, стовпцем матричного кільця {\displaystyle M_{n}(D)}. Тож {\displaystyle \prod M_{n_{i}}(D)\cong \oplus I^{n_{i}}} є лівим напівпростим. Воно має скінченну довжину композиційного ряду і тому є лівим артиновим. Зважаючи на симетрію матричного кільця воно є також правим напівпростим і правим артіновим.